# スタナー
スタナー（Stunner）は、プロレス技の一種である。

## 概要
ストーン・コールド・スティーブ・オースチンの得意技。立っている相手に背面を向いて立ち、相手の顎を自分の肩口に固定し、そのまま尻餅をつく。これにより相手の顎を砕き、むち打ちや脳震盪の状態にする事ができる。
ジョニー・エースがエース・クラッシャーの名称で考案した技。のちにエース・クラッシャーは、現在「カッター」と呼ばれている技と同じ形式に変更された。
スタナーは受ける側の技量によって非常に美しく見せることの出来る技でもある。例えば、ザ・ロックはスタナーを受けると持ち前の身体能力を生かして倒れたあとに跳ね上がる。ビンス・マクマホンとシェイン・マクマホンは口に含んだビールを豪快に吹き出しながら受けた事がある。
オースチンは対戦相手の下腹部または股間に蹴りをいれて相手を前屈みにさせて使用するパターンが多い。オースチンが使用する場合はストーン・コールド・スタナーとも呼ばれる。
スタナーは、オースチンが使用していたオリジナル技のスタンガンを発展させて開発したものだが、オースチン以前にはボブ・アームストロングがジョージア・ジョー・ブレーカーの名称で同系の技を使用していた。
応用技として、相手をコーナー最上段に座らせて自身もセカンドロープに登って仕掛ける雪崩式がある。

## 主な使用者
※五十音順
- ケビン・オーエンズ
- サンティーノ・マレラ - 相手の首を抱えて自身の両足を前後開脚しながら仕掛けるのをサンティーノ・スタナーの名称で使用。
- シベルネティコ
- ジョニー・エース[3] - エース・クラッシャー（初期型）の名称で使用。
- ストーン・コールド・スティーブ・オースチン - ストーン・コールド・スタナーの名称で使用。
- ディスコ・インフェルノ - ラストダンスの名称で使用。
- デビッド・フィンレー - Prima Noctaの名称で使用。
- マイキー・ウィップレック - 雪崩式をウィッパー・スナッパー（ホイッパー・スナッパー）の名称で使用。
- 浅子覚
- 高木三四郎[4]
- 田中将斗
- 石井智宏
- 神代龍也
- 藤田晃生₋Abandon Hopeの名称で使用

## 派生技

### スタンディング式
フランチャイザー
【使用者】シェーン・ダグラス、オーランド・ジョーダン
シェーン・ダグラスの得意技。
相手と向かい合った状態で相手の顎を肩に押し当ててロックし、着地することでダメージを与える。
オーランド・ジョーダンはブラック・アイスの名称で使用。
スタナー・ツイスト・オブ・ヒューリー（スタナー・ツイスト・オブ・フェイト）
【使用者】ジェフ・ハーディー
ジェフ・ハーディーのオリジナル技。
DDTの体勢で相手の頭部を左脇下に抱え込み、自ら反転すると同時に両手で頭部を右肩に固定し、シットダウンして右肩に顔面を打ちつける。ツイスト・オブ・ヒューリー（ツイスト・オブ・フェイト）式で繰り出す変形スタナー。
オリジナル・シン
【使用者】ケビン・ソーン
ケビン・ソーンのオリジナル技。
相手の足をロープ等に乗せてのスタナー。初期は、ロープではなくコーナー上の相手へのスタナーだった。旧名称はダークキス。
サンティーノ・スタナー
【使用者】サンティーノ・マレラ
サンティーノ・マレラの得意技。
尻餅ではなく、両足を前後に180度開脚して着地する変型スタナー。

### ブレーンバスター式
ブラック・クラッシュ
【使用者】小橋健太、田中将斗
小橋健太のオリジナル技。
ブレーンバスターの体勢で抱え上げて相手を横にひねりながら後方に倒れこみ自身の片肩に顔面を叩きつける。
タイツがオレンジから黒に変わった直後の新技であり、オレンジ・クラッシュと導入が似ていることから雑誌でブラック・クラッシュと名づけられた。初公開が2000年12月23日に有明コロシアムで行われた秋山戦だったが、2回程度しか使われていない。
その後、田中将斗がショットガンの名称でも使用した。
デス・コレクター
【使用者】齋藤彰俊
齋藤彰俊のオリジナル技。技の名称は「死の収集者」の意。
相手をブレーンバスターの体勢で持ち上げてスタナーで叩きつける技。スーパー・スター・スティーブとのシングルマッチでのフィニッシュなど、数度しか公開したことがない。
大阪御堂筋スタナー
【使用者】スペル・デルフィン
スペル・デルフィンの得意技。
リバース・ブレーンバスターで相手を自らの背後に投げ、着地したところにスタナーを仕掛ける。
トゥルース・オア・コンセクエンシズ
【使用者】R・トゥルース
R・トゥルースの得意技。
ブレーンバスターの体勢で相手を持ち上げて、自らの背後に着地したところにスタナーを仕掛ける。

### ファイヤーマンズキャリー式
TK3スタナー
【使用者】EC3
EC3のオリジナル技。
ファイヤーマンズキャリー式スタナー。
相手をファイヤーマンズキャリーの体勢で肩に担ぎ上げて上半身を左方向へと軽く捻って反動をつけて上半身を右方向へと振りながら相手の足を抱えていた腕を離して左手で抱えた首を支点にして相手の体を左方向へと90度水平旋回させて尻餅をつき、相手の首にスタナーを叩き込む。

### バックパック式
【使用者】エディ・エドワーズ、ライバック
エディ・エドワーズは、チン・チェッカーの名称で使用。コーナーに座らせた相手を背中におんぶ状態で担ぎ、相手の両脚を前でクロスさせてホールド、右肩に相手の頭部を固定しながら勢い良く尻餅をついて相手の顎を砕く。
ライバックは、オーバー・ザ・ショルダー・ボールダー・ホールダーとして使用。相手をファイヤーマンズキャリーで担いで、そこから相手をおんぶしてスタナーを仕掛ける。

### 前方回転式
ダイヤモンド・ダスト
【使用者】田中将斗、中山香里
田中将斗の得意技。中山香里は、ダイヤモンド・バストの名称で使用。
コーナーにもたれるようにダウンした相手の首をコーナー上からドラゴン・スリーパーのように捕らえ、前方回転してスタナーを浴びせる技。

### フロートオーバー式
【使用者】ダービー・アリン
背後からジャンプして相手の頭部を左手で抱えながら右肩に体重を乗せ、そこから前方回転して勢いよく尻餅を着き、相手の顔面を左肩に打ち付ける。絶妙な体重移動で美しい弧を描くのが特徴。

### スプリングボード式
スプリングボード・スタナー
【使用者】ジョン・シナ
ジョン・シナの得意技。
相手にロープに振られた際に、サードロープを踏み台にして跳躍し、相手の顎に飛びつきスタナーを決めるカウンター技。
カム・アップ
【使用者】リオ・ラッシュ
ロープに向かって走り、サードロープに太腿から座りこむように飛び乗り、反動を利用して跳躍し、相手の顎に飛びつきスタナーを浴びせる技。

### コークスクリュー・ダイビング式
イクリプス
【使用者】エンバー・ムーン
自ら、コーナー最上段からダイブと同時に捻りを加えて180度旋回し、スタンド状態の相手の首を両手で捉え、そのまま勢いよく尻餅をついて相手の顔面を右肩に打ちつける。技名称は日蝕の意。

### スプリングボード・コークスクリュー式
スター・スパングルド・スタナー
【使用者】フリップ・ゴードン
相手に背を向けた状態で自ら、セカンドロープに飛び乗り、錐揉み回転しながら相手の首元に飛び付いて顔面を右肩に打ち付けるスプリングボード式のコークスクリュー・スタナー。技名は星条旗をもじったもの。

### カウンター式
カウンター・スタナー
【使用者】ウィル・オスプレイ、マーク・アンドリュース
相手にブレーンバスターで担ぎ上げられた瞬間に身体を捻り、空中で体勢を入れ替えて相手の頭部を左肩に固定し、そのまま臀部からマットに着地して相手の顔面を打ち付ける変型スタナー。
ウィル・オスプレイはコークスクリュー・フォーリング・スタナー、マーク・アンドリュースはスタン・ドッグ・ミリオネアの名称で使用。

### その他
まとめて
【使用者】田中将斗
1人で2人に対してかける技。1人をスタナー、もう1人をDDTに捉え、同時に仕掛ける。

## 類似技

### カッター（ダイヤモンド・カッター、新型エース・クラッシャー）
ダイヤモンド・ダラス・ペイジやジョニー・エースの得意技。ペイジはダイヤモンド・カッター、エースはエース・クラッシャー（新型）として使用。一般的には「カッター」と呼ばれることが多い。ジョニー・エースの新型エース・クラッシャーが技の起源。
立っている相手に背面を向いて立ち、相手の頭部を自分の肩口に固定するまではスタナーと同じ。このあと、スタナーは尻餅をつくのに対し、カッターは自らの背面からマットに倒れこむ。また、スタナーは顎や首を中心にダメージを与えるのに対し、こちらは顔面にダメージを加える。

### チン・クラッシャー
別名は顎砕き、ジョー・ブレイカー（jaw vreaker）で、クラシカルなプロレス技。小川良成、ダイナマイト・キッド、外道、ヒロ斎藤などが、繋ぎ技として使用。小川はチン・クラッシャーからの4の字ジャックナイフ固めのパターンを得意としている。
立っている相手に正対し、自身の体勢を低くして、相手の顎を自分の頭頂部に当てて、自身の両手で相手の頭部を固定。その状態のままジャンプして両膝から着地し、その衝撃で相手の顎にダメージを与える。